# أبشر
أبشر، هو نظام إلكتروني أطلقته وزارة الداخلية السعودية يتيح للمواطنين السعوديين وللمقيمين إجراء المعاملات الخاصة بهم دون الحاجة إلى مراجعة الإدارات. يربط بين جميع القطاعات الحكومية إلكترونياً. يخدم التطبيق 21 مليون مشترك ويقدم أكثر من 200 خدمة إلكترونية. ويقدم الخدمات مجاناً على مدار 24 ساعة.
أسهمت منصة أبشر في رفع جودة الحياة للمواطنين والمقيمين والزوار وسهلت الوصول للخدمات المقدمة، من خلال الربط مع أكثر من 80 جهة حكومية وخاصة، مما أدى إلى تقديم (330) خدمة آمنة، عبر تعاملات إلكترونية، مستغنية عن التعاملات الورقية، وأمكانية تنفيذ الخدمات الالكترونية من أي مكان دون الحاجة لمراجعة قطاعات الوزارة المختلفة لتنفيذ الخدمات.

## أهداف أبشر
- السرعة في الأداء وتحسين الخدمات.
- تقليل أعداد المراجعين.
- الربط الإلكتروني بين جميع القطاعات الحكومية.
- الحد من حالات التزييف والتزوير.
- توفير المجهود والوقت للمواطنين وللمقيمين.

## خدمات أبشر

### فُرجت
خدمة أطلقتها وزارة الداخلية في 29 مايو 2019، وتتيح عبر تطبيق أبشر الفرصة للمواطنين والمقيمين المساهمة في الإفراج عن المسجونين بقضايا مالية غير جنائية، من خلال التطوع بتحويل مبلغ مالي إلى الجهات المعنية بشكل إلكتروني. استفاد من الخدمة في عامها الأول 3281 من المحكومين بمجموع مبالغ 136 مليونا. في العام الثاني أطلقت نسخة محدثة من الخدمة تتيح ترتيب المحكومين حسب الأكثر حاجة.

### خدمات أخرى
وفي السادس عشر من شهر ديسمبر 2019 دشن وزير الداخلية السعودي الأمير عبد العزيز بن سعود بن نايف آل سعود 13 خدمة إلكترونية في منصة "أبشر" لعدد من قطاعات وزارة الداخلية، من بينها: "خدمة تسجيل مخالفات الذوق العام إلكترونياً".
- خدمة "مبايعة المركبات.
- خدمة المركبات المحجوزة.
- خدمة "الاستعلام عن مخالفات المركبات الأجنبية".
- خدمات المستثمر الأجنبي.
- خدمات التأشيرات لأصحاب الإقامة المميزة.
- خدمة تسجيل المواليد.
- خدمة "إصدار سجل أسرة جديد للأمهات".

خدمة "إصدار سجل أسرة في حالة الزواج".
بلغ مجموع الخدمات التي يقدمها نظام أبشر 180 خدمة بنهاية العام 2019.
في أكتوبر 2023م دشن مدير الأمن العام الفريق محمد بن عبد الله البسامي عددًا من الخدمات الإلكترونية للأمن العام عبر منصة «أبشر»، والخدمات هي:
- خدمة تجيير البطاقة الجمركية.
- خدمة نقل ملكية المركبة بين أفراد الأسرة.
- خدمة استبدال اللوحات للشركات، وإصدار رخصة سير مركبة من المعارض.
- خدمة نقل ملكية دراجة آلية.
- خدمة إصدار رخصة سير دراجة آلية.
- خدمة تجديد رخصة السير المطورة.
- خدمة تجديد رخصة القيادة المطورة.[14]

في مايو 2024م دشّن مدير الأمن العام الفريق محمد بن عبدالله البسامي خدمات جديدة للأمن العام عبر منصة أبشر هي:
- خدمة مزاد الأفراد.
- خدمة نقل اللوحات (بدلها).
- خدمة تسجيل الحوادث الطفيفة.
- خدمة الإبلاغ عن عمليات الاحتيال المالي التي تمت على البطاقات المصرفية (مدى).
- خدمة تمديد مهلة سداد المخالفات المرورية.
- خدمة استعراض البطاقة الجمركية.
- خدمة التحقق من شهادة خلو السوابق خارج السعودية.
- خدمة نقل ملكية المركبة من شركة لفرد.
- خدمة البوابة المطورة للخدمات المرورية.
- خدمة استبدال اللوحات.[15]
- خدمة محفظة لوحات المركبات الرقمية.[16][17]

### أبشر الخدمة الذاتية
تتيح لك خدمة أبشر الذاتية المتواجدة في جميع أنحاء المملكة العربية السعودية وذلك عن طريق اجهزة ابشر القريبة منك من تفعيل حسابك في أبشر، إعادة إنشاء كلمة المرور، وتحديث رقم الجوال، ويمكنك الاستعلام عن أقرب جهاز ذاتي قريب منك.
تفعيل بطاقة الهوية الوطنية
تتيح المنصة خدمة التفعيل للمستفيد أو أحد أفراد الأسرة بعد استلام بطاقة الهوية الوطنية في حال لم تتفعل تلقائيا.

## تحدي أبشر
في إطار ابتكار الحلول الإبداعية أطلقت وزارة الداخلية مسابقة تحدي "أبشر" لـ عام 2024 بنسختها الرابعة بعنوان "نبتكر لمستقبل أذكى"، و تحدي أبشر مبادرة أطلقته وزارة الداخلية لتشجيع أفكار المبدعين على المشاركة في تطوير أعمال وخدمات وزارة الداخلية الإلكترونية، خاصة أبشر، وتطوير الأعمال الميدانية لقطاعات الوزارة، وتمكين الإبداع في التحول الرقمي باستخدام التقنيات الحديثة.

## القطاعات

### ديوان الوزارة
- الاستعلام العام عن رصيد مدفوعات الخدمات المتبقي.
- الاستعلام عن التعاميم.
- الاستعلام العام عن المعاملات.

### الجوازات
- خدمات التأشيرات
- تجديد الإقامة
- إصدار الإقامة
- تصاريح السفر للتابعين
- تجديد الجواز
- إصدار الجواز
- تمديد تأشيرة زيارة
- نقل الخدمات
- تعديل المهنة
- خدمات التابعين
- معلومات سجل السفر
- معلومات جواز السفر
- معلومات العنوان
- المعلومات الشخصية
- الاستعلام العام عن البصمة
- الاستعلام العام عن أحقية القيام بالحج
- الاستعلام العام عن صلاحية التأمين الصحي للمقيمين فقط
- الاستعلام العام عن حالة تأشيرة خروج وعودة
- الاستعلام عن وصول العمالة
- الاستعلام عن صلاحية الإقامة
- أبشر سفر: خدمة أبشر خدمة أطلقتها الجوازات لأول مرة في ديسمبر 2022 في منفذ جسر الملك فهد، وتتيح "تسجيل مغادرة المسافرين والمرافقين والمركبة عبر تطبيق "أبشر" قبل السفر، لإبلاغهم باحتمالية ازدحام المنفذ في أثناء وقت الوصول المتوقع، والتأكد المسبق من خلو سجل المسافرين من الملحوظات التي تعوق سفرهم، كعدم وجود التصاريح اللازمة للسفر أو كون صلاحية انتهاء وثيقة السفر أقل من التاريخ المتطلب للسفر".[20]

### المرور
- خدمة المركبات
- إضافة مستخدم لمركبة
- تجديد استمارة المركبة
- تجديد رخصة القيادة
- إلغاء مستخدم لمركبة
- معلومات رخصة القيادة
- الاستعلام عن المخالفات المرورية
- الاستعلام العام عن صلاحية التأمين على المركبات
- خدمة مزاد اللوحات الإلكتروني.

### الأحوال المدنية
- خدمة بياناتي
- الإبلاغ عن الوثائق المفقودة
- خدمة طلب وثيقة بدل فاقد
- حجز موعد
- خدمة التعريف بتابع
- خدمة تقدير
- الاستعلام عن التأمين الصحي
- معلومات العنوان
- المعلومات الشخصية
- حجز موعد
- الاستعلام العام عن أحقية القيام بالحج

## إنجازات 2021
نفّذ المستفيدون من بوابة منصة أبشر خلال عام 2021، أكثر من 85 مليون عملية، وإجراء أكثر من 271 مليون عملية استعلامية، حيث يستفيد من المنصة أكثر من 23 مليون مستخدم، وتمكن الدعم الفني للمنصة من استقبال أكثر من 1.5 مليون مكالمة على مدى العام. فيما بلغ عدد عمليات تسجيل الدخول لمنصة أبشر للأفراد أكثر من 1.5 مليار عملية، وأكثر من 50 مليون عملية تسجيل دخول إلى أبشر أعمال، وأكثر من 1.3 مليون عملية تسجيل دخول إلى أبشر حكومة. كما تم إطلاق دليل أبشر أفراد التفاعلي، حيث قدم الدليل شروحات لأكثر من 300 خدمة، من آجل الوصول للخدمات بسهولة ويسر. أضيفت 36 خدمة جديدة، إضافة إلى التوسع في تقديم خدمة المجيب الآلي «مسرور» للمستفيدين، وذلك بهدف حصولهم على الإجابة عن استفساراتهم في وقت أسرع.

## البيئة
في عام 2021، ساهمت منصة أبشر في الحفاظ على البيئة، من خلال الحفاظ على أكثر من 34 ألف شجرة وتوفير أكثر من 599 مليون ورقة، نتيجة للتحول من التعاملات الورقية إلى التعاملات الالكترونية بالإضافة إلى التقليل من انبعاثات ثاني أكسيد الكربون بمقدار 1.6 مليار طن متري، وهو ما وفر أكثر من 17.3 مليار ريال سعودي كنتيجة مباشرة لتنفيذ الخدمات الالكترونية من أي مكان دون الحاجة لمراجعة قطاعات الوزارة المختلفة لتنفيذ الخدمات.